# Harrison (contea di Bedford)
Harrison  è una township degli Stati Uniti d'America, nella contea di Bedford nello Stato della Pennsylvania. Secondo il censimento del 2000 la popolazione è di 1.007 abitanti.

## Società

### Evoluzione demografica
La composizione etnica vede una prevalenza della razza bianca (99,11%) seguita da quella asiatica (0,40%), dati del 2000.
| township di Harrison Popolazione |       |
| 2000                             | 1.007 |
| Stima al 2009                    | 1.006 |